# Représentations diplomatiques de la Lettonie

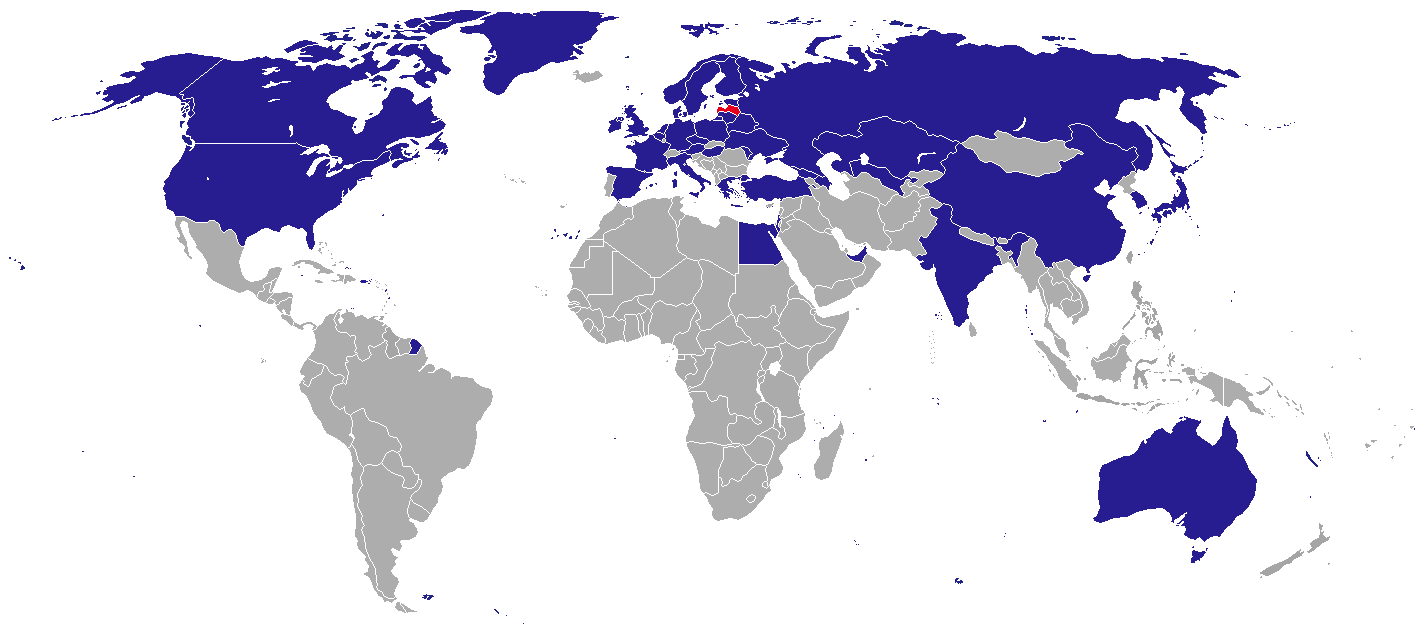
Pays avec des missions diplomatiques lettones.

Cette liste comprend les représentations diplomatiques de la Lettonie, à l'exclusion des consulats honoraires. 
La Lettonie possède un réseau modeste d'ambassades et de consulats dans le monde. 

## Afrique
- Égypte
  - Le Caire (ambassade)

## Amérique
- Canada
  - Ottawa (ambassade)
- États-Unis
  - Washington (ambassade)

## Asie
- Azerbaïdjan
  - Bakou (ambassade)
- Chine
  - Pékin (ambassade)
- Corée du Sud
  - Séoul (ambassade)
- Émirats arabes unis
  - Abou Dabi (ambassade)
- Géorgie
  - Tbilissi (ambassade)
- Inde
  - New Delhi (ambassade)
- Israël
  - Tel Aviv-Jaffa (ambassade)
- Japon
  - Tokyo (ambassade)
- Kazakhstan
  - Noursoultan (ambassade)
- Ouzbékistan
  - Tachkent (ambassade)
- Turquie
  - Ankara (ambassade)

## Europe
- Allemagne
  - Berlin (ambassade)
  - Bonn (consulat)
- Autriche
  - Vienne (ambassade)
- Belgique
  - Bruxelles (ambassade)
- Biélorussie
  - Minsk (ambassade)
  - Vitebsk (consulat)
- Danemark
  - Copenhague (ambassade)
- Espagne
  - Madrid (ambassade)
- Estonie
  - Tallinn (ambassade)
- Finlande
  - Helsinki (ambassade)
- France
  - Paris (ambassade)
- Grèce
  - Athènes (ambassade)
- Hongrie
  - Budapest (ambassade)
- Irlande
  - Dublin (ambassade)
- Italie
  - Rome (ambassade)
- Lituanie
  - Vilnius (ambassade)
- Moldavie
  - Chișinău (ambassade)
- Norvège
  - Oslo (ambassade)
- Pays-Bas
  - La Haye (ambassade)
- Pologne
  - Varsovie (ambassade)
- République tchèque
  - Prague (ambassade)
- Royaume-Uni
  - Londres (ambassade)
- Russie
  - Moscou (ambassade)
  - Kaliningrad (département consulaire)
- Suède
  - Stockholm (ambassade)
- Ukraine
  - Kiev (ambassade)

## Organisations internationales
- Bruxelles (mission permanente auprès de l'Union européenne et de l'OTAN)
- Genève (mission permanente auprès des Nations unies et d'autres organisations internationales)
- New York (mission permanente auprès des Nations unies)
- Paris (mission permanente auprès de l'UNESCO)
- Rome (mission permanente auprès de l'Organisation des Nations unies pour l'alimentation et l'agriculture)
- Strasbourg (mission permanente auprès du Conseil de l'Europe)
- Vienne (mission permanente auprès des Nations unies et d'autres organisations internationales)

## Galerie

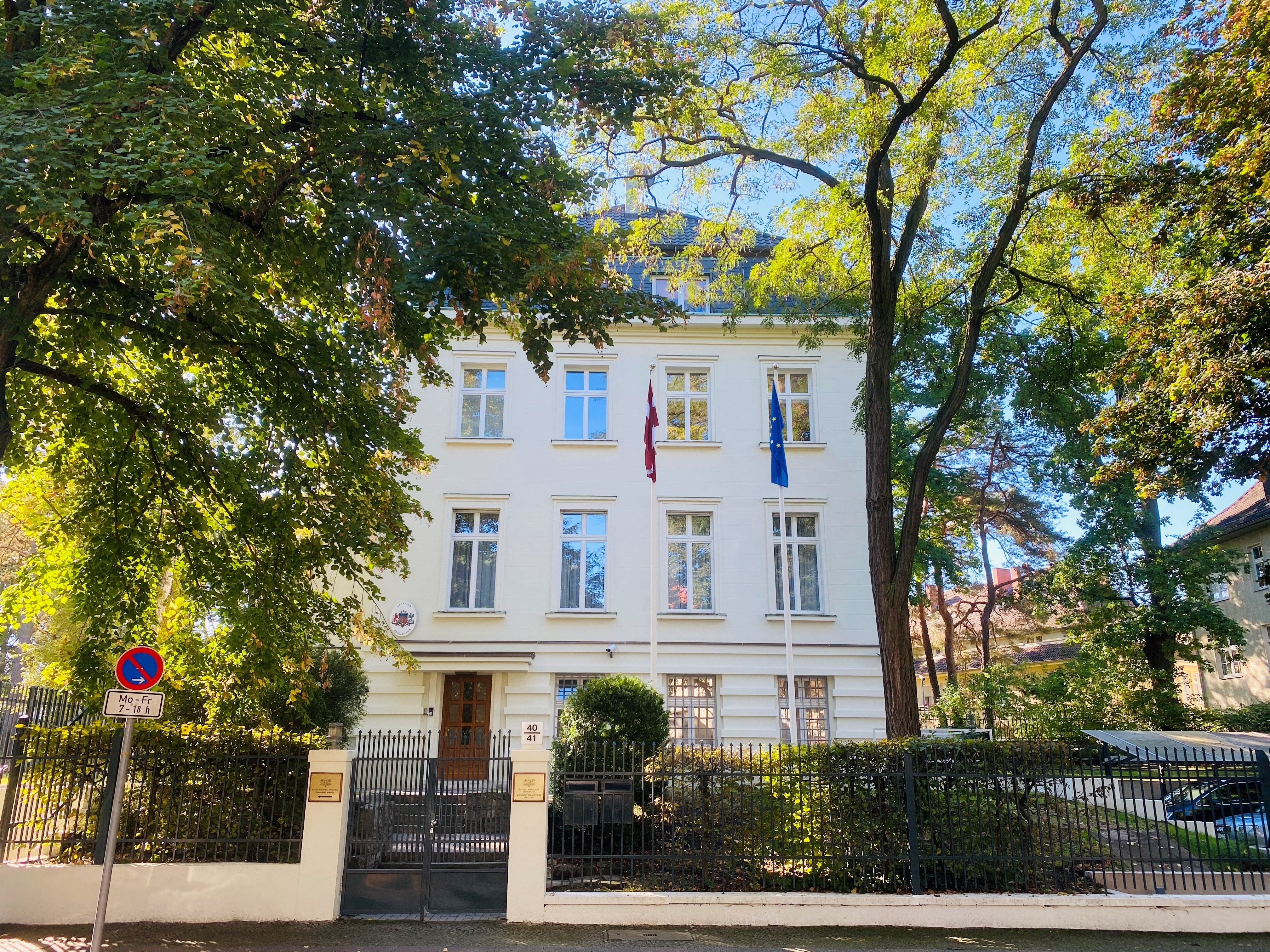
Ambassade à Berlin.
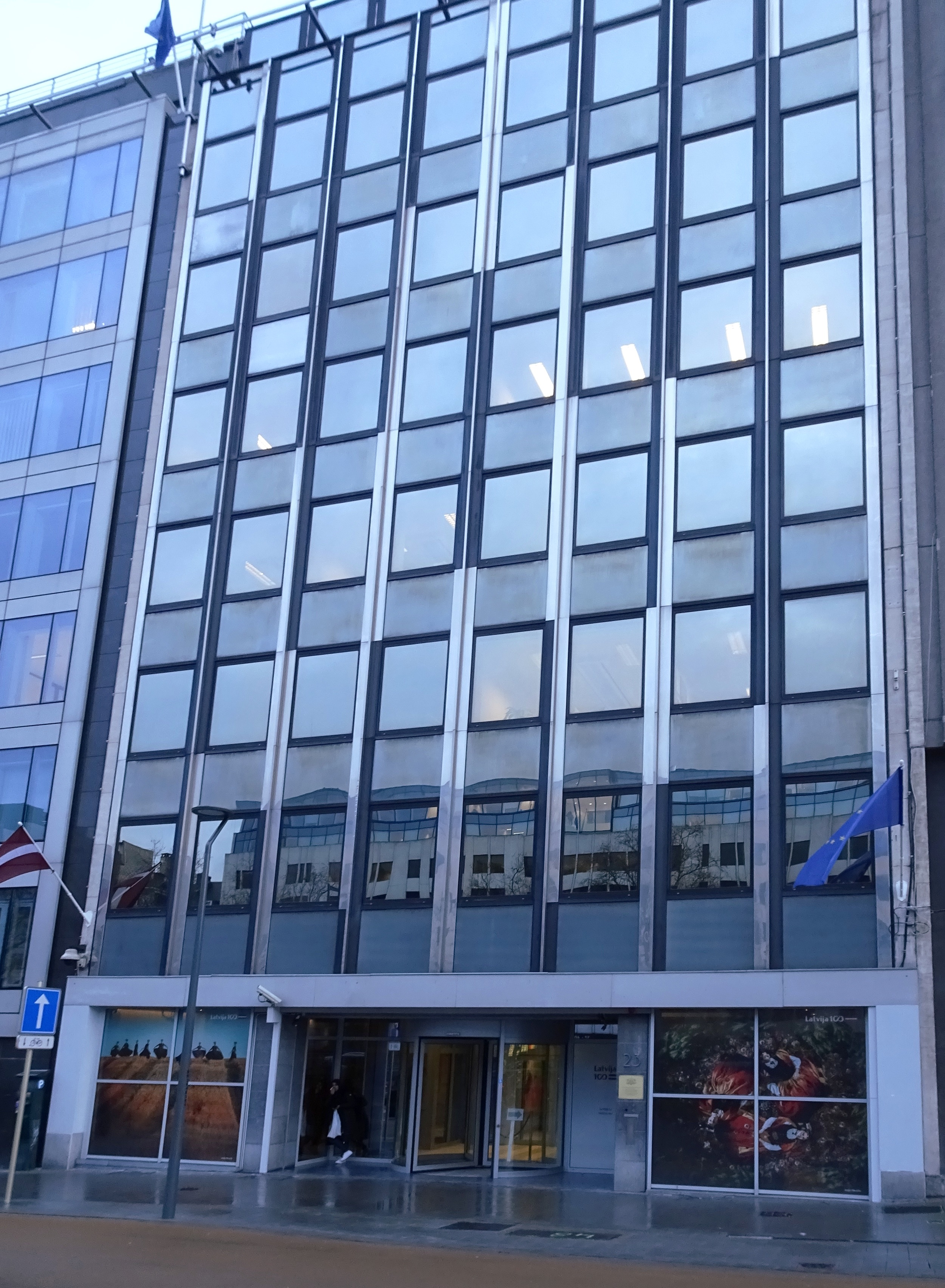
Ambassade à Bruxelles.
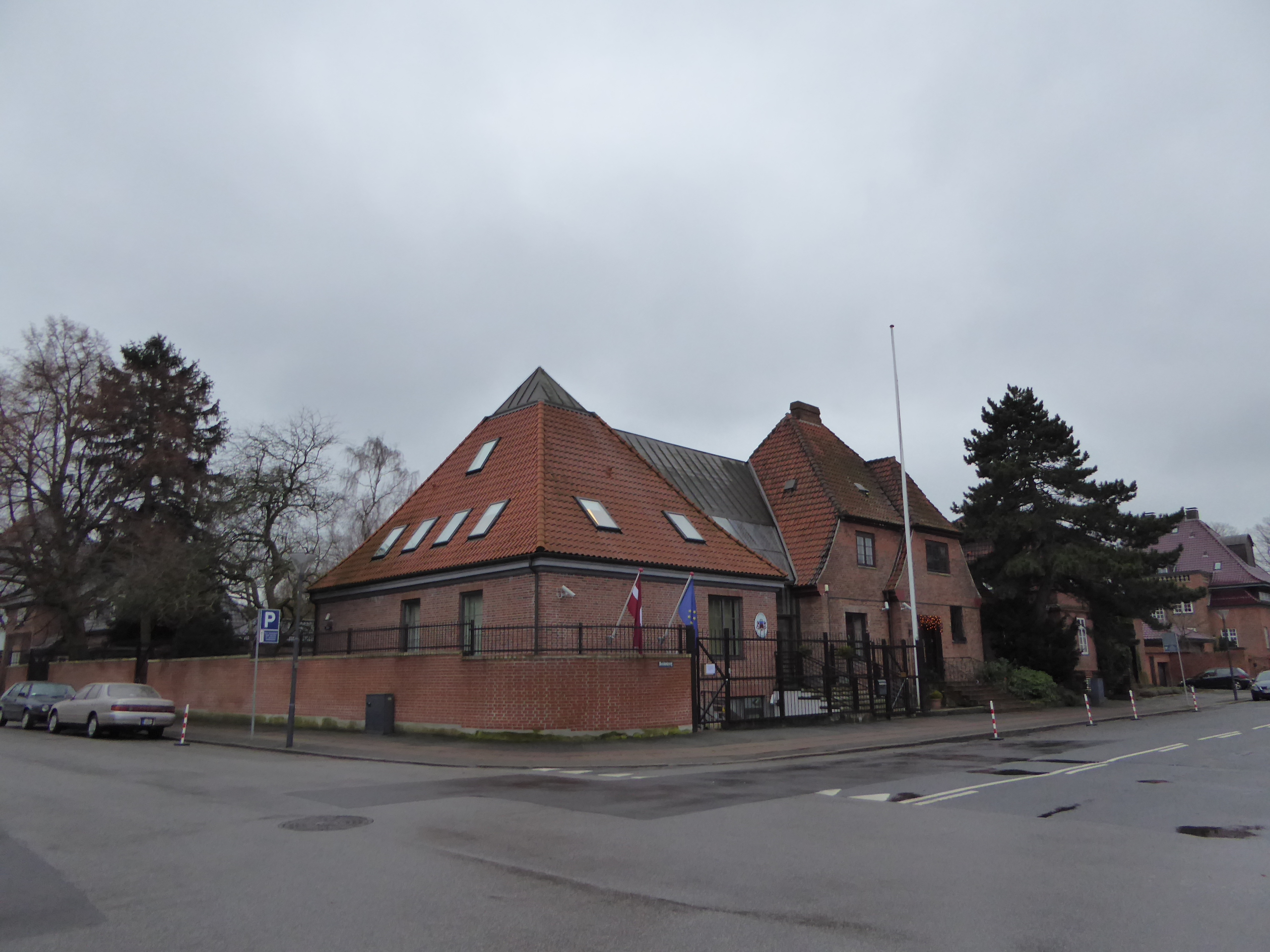
Ambassade à Copenhague.
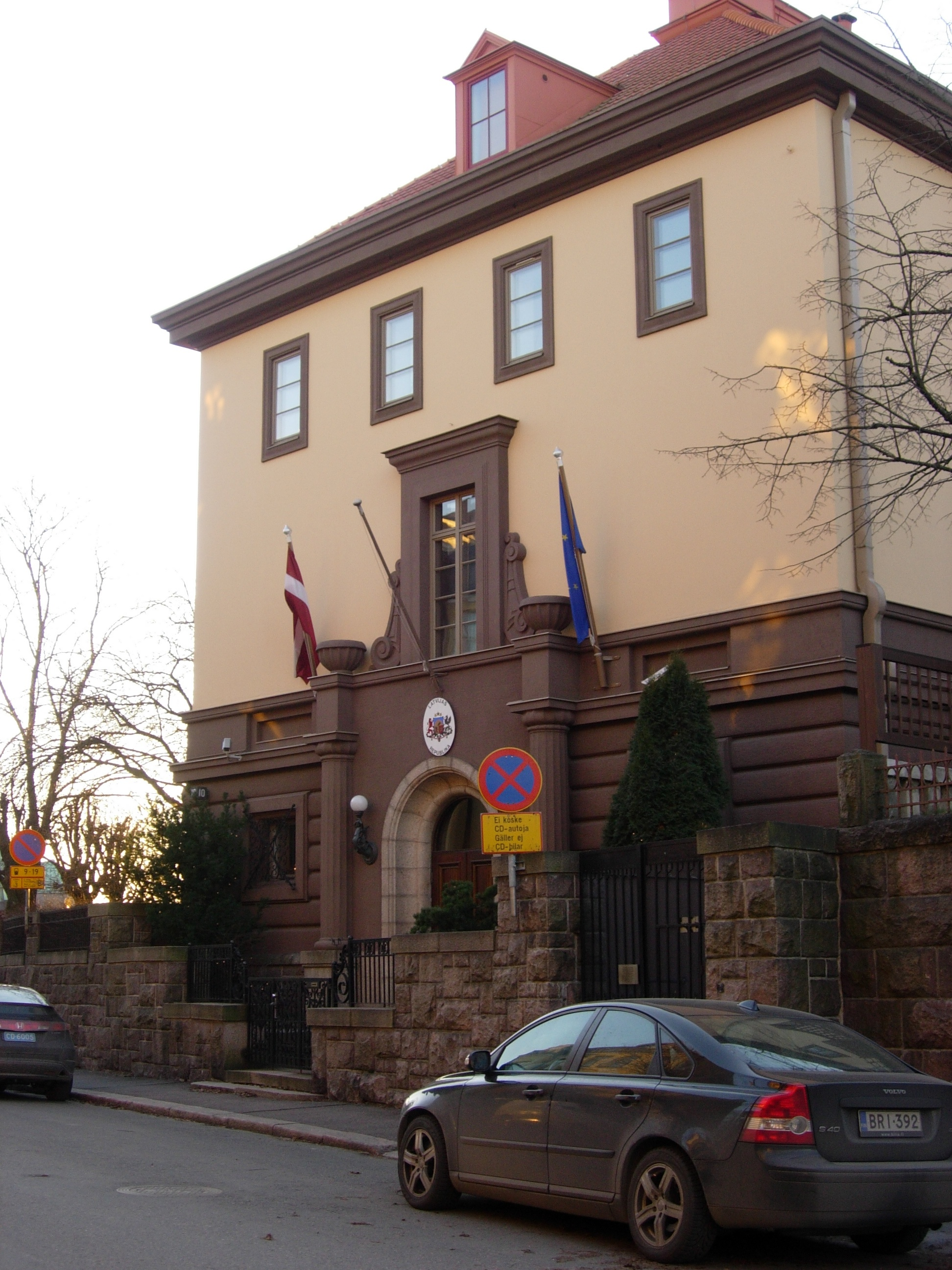
Ambassade à Helsinki.
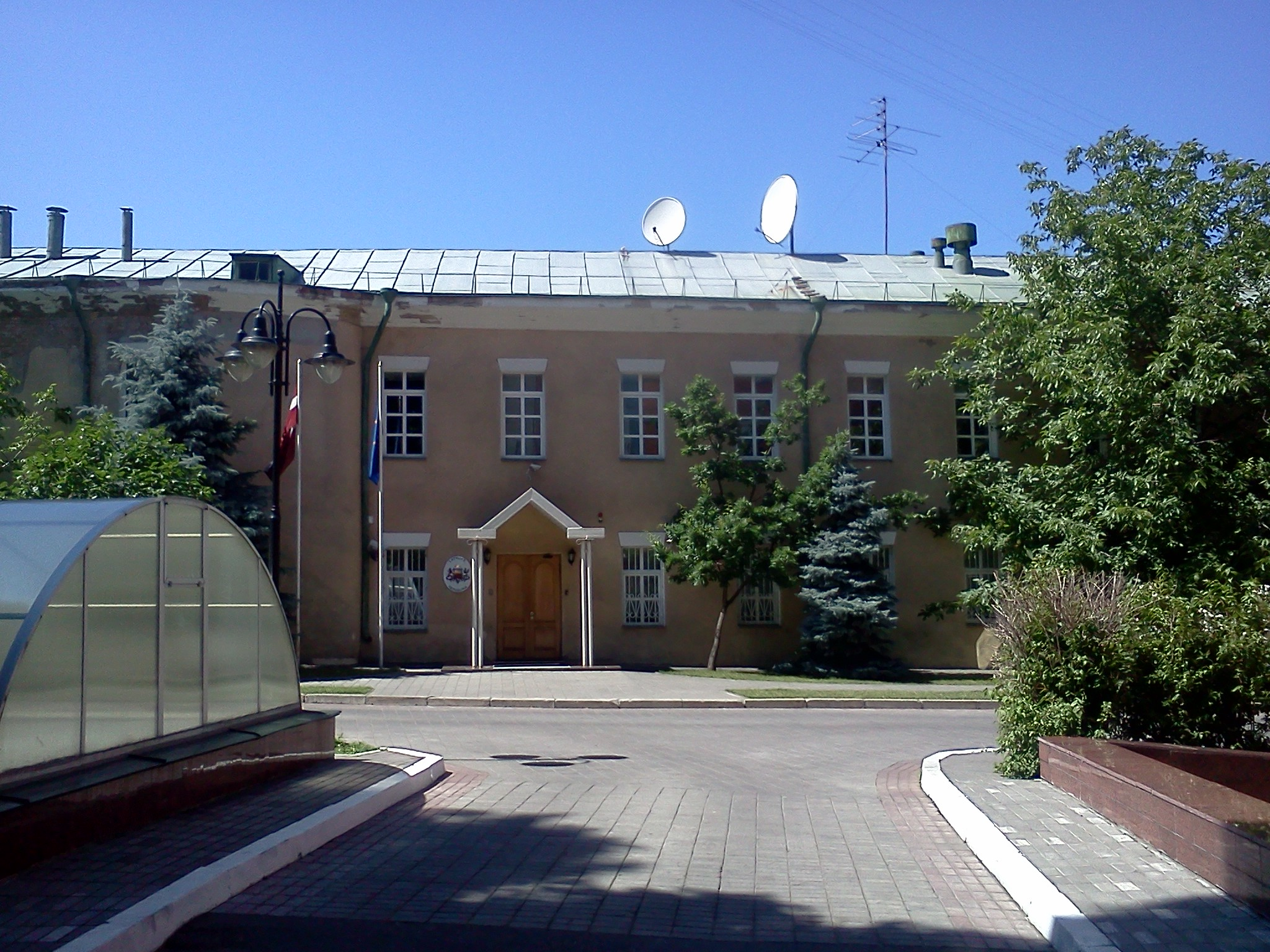
Ambassade à Kiev.
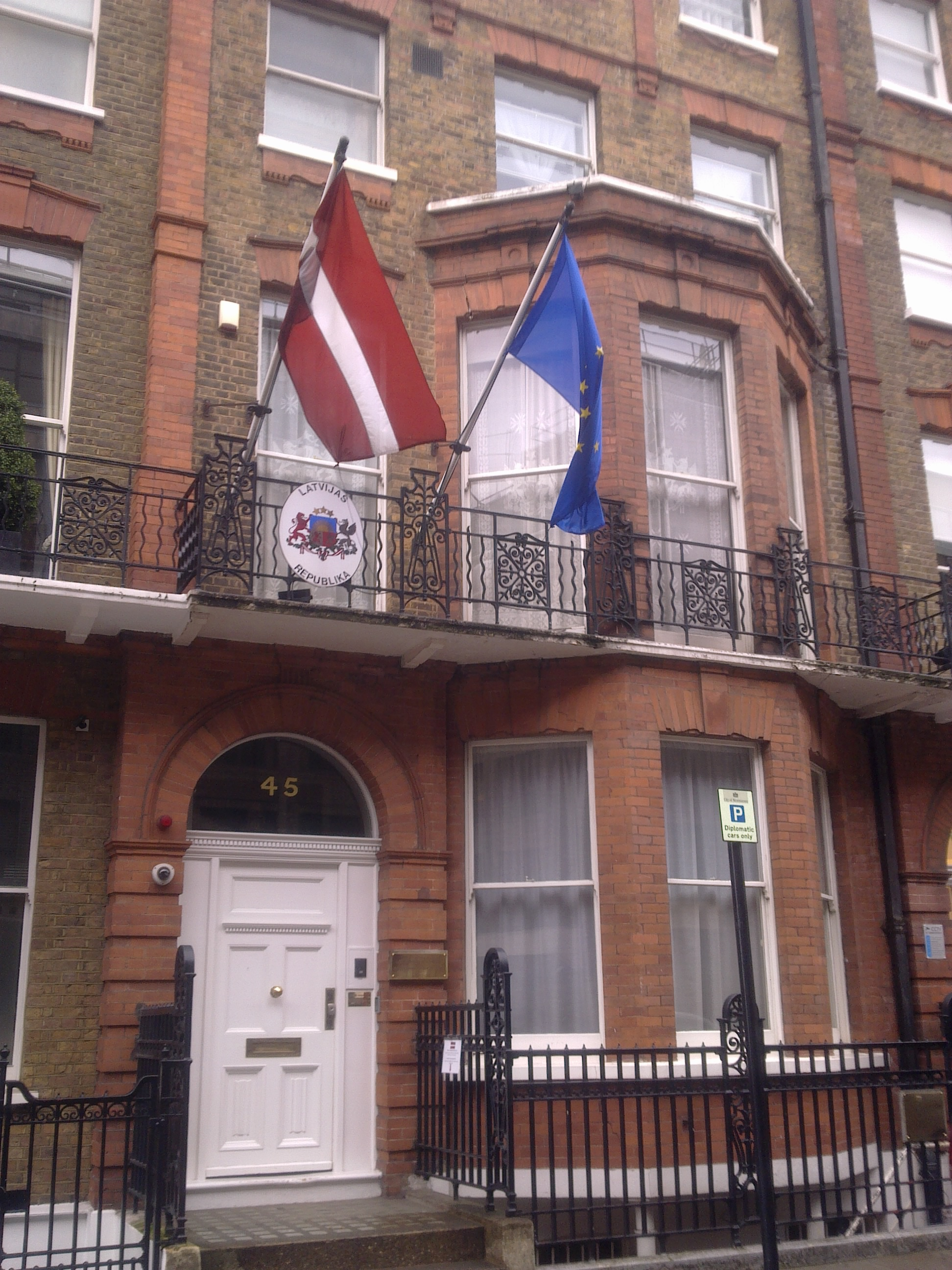
Ambassade à Londres.
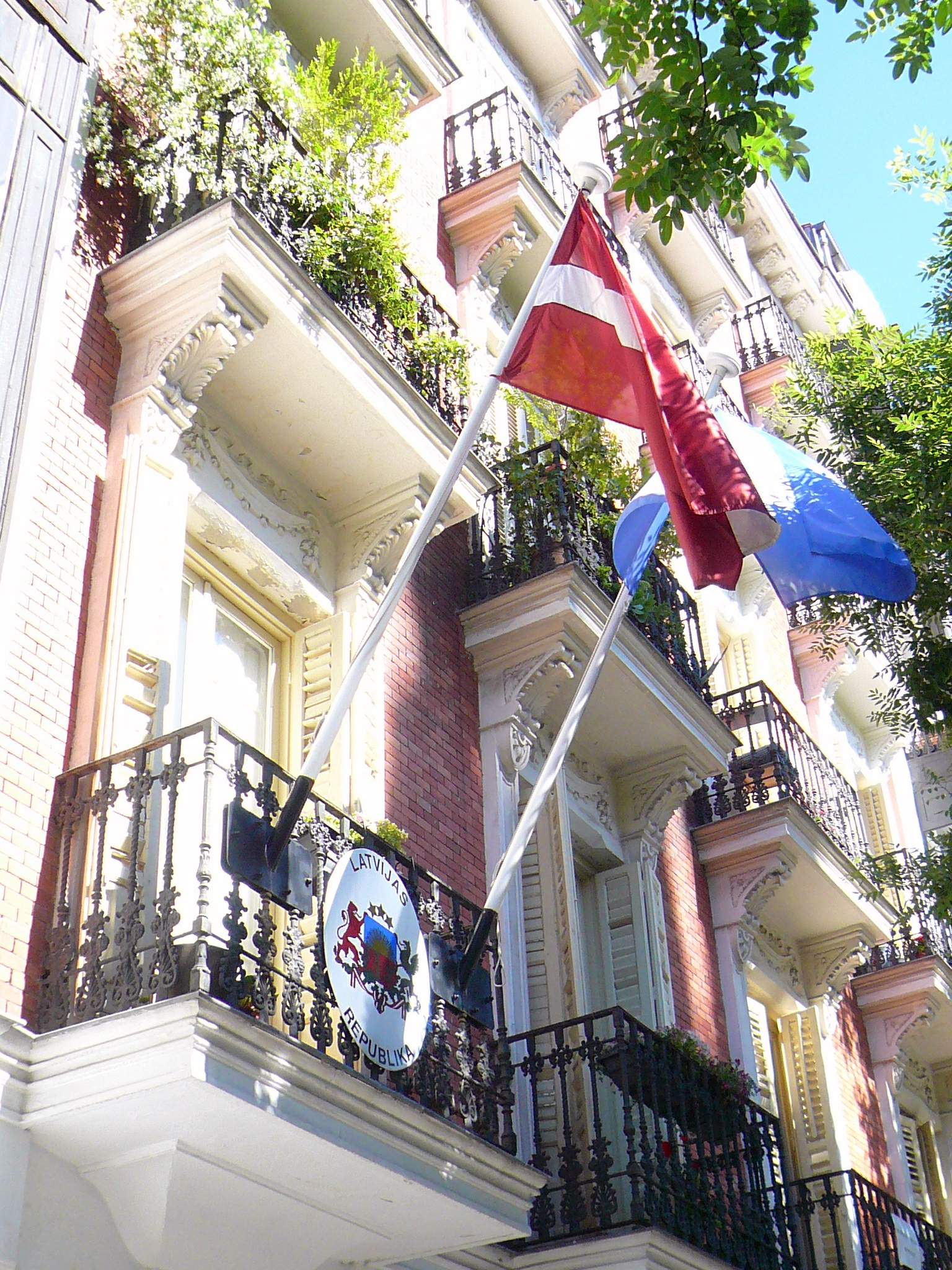
Ambassade à Madrid.
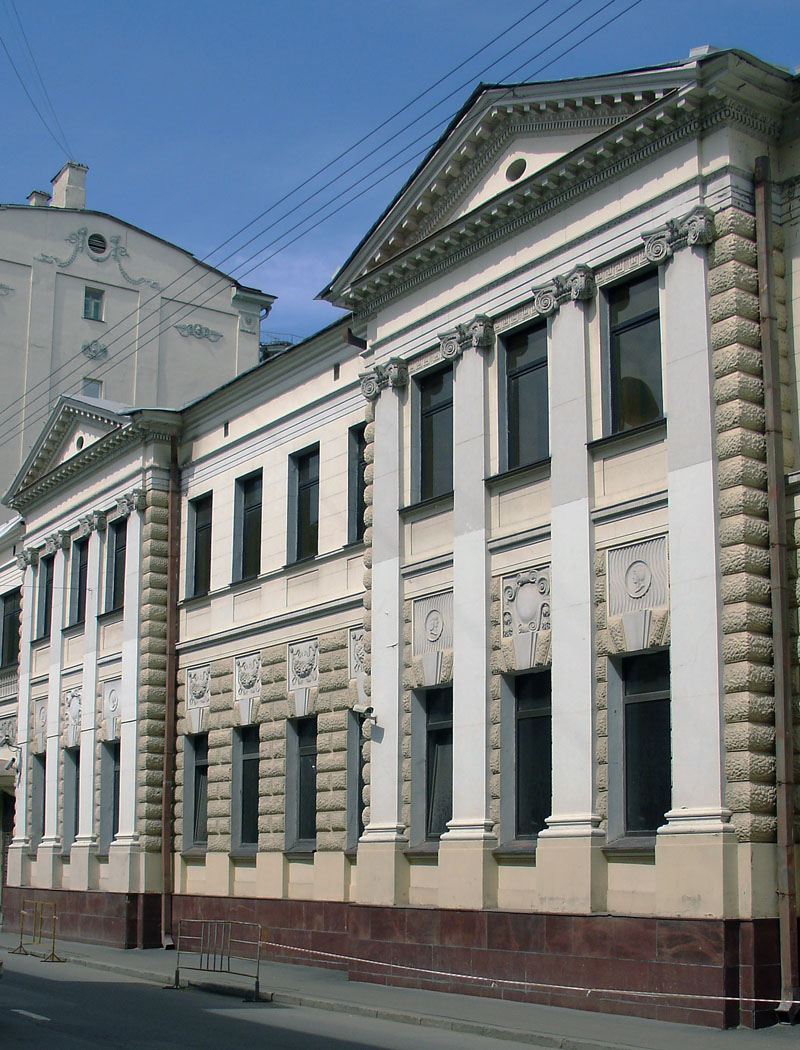
Ambassade à Moscou.
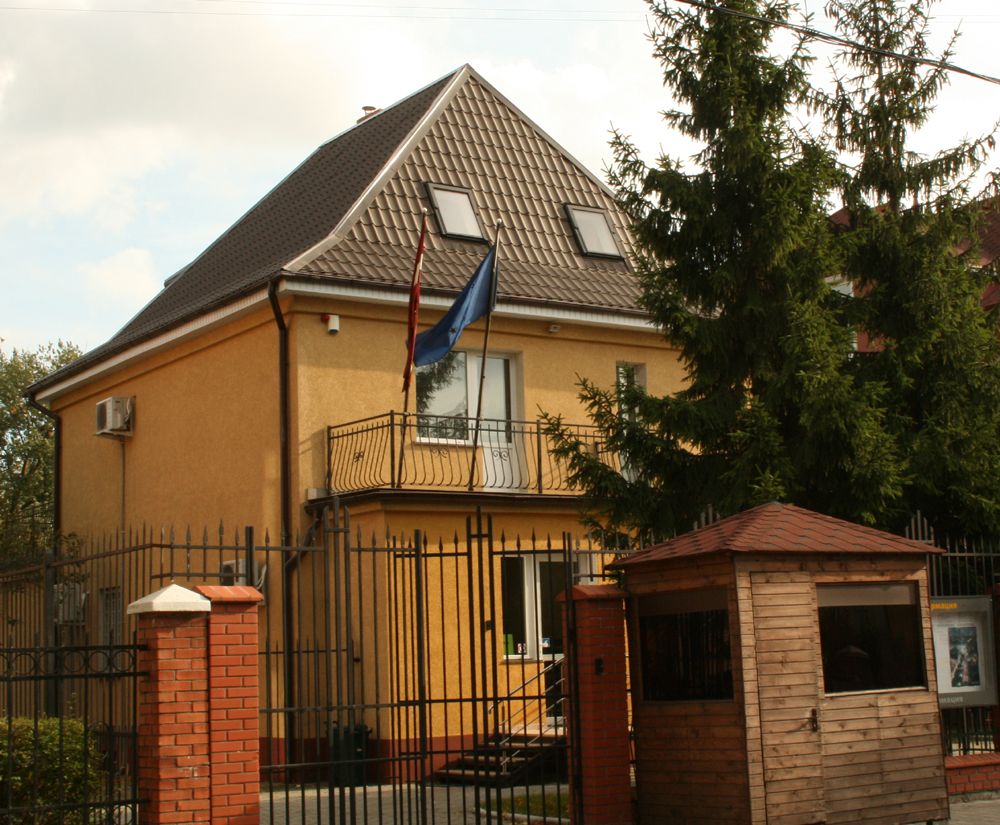
Département consulaire à Kaliningrad.
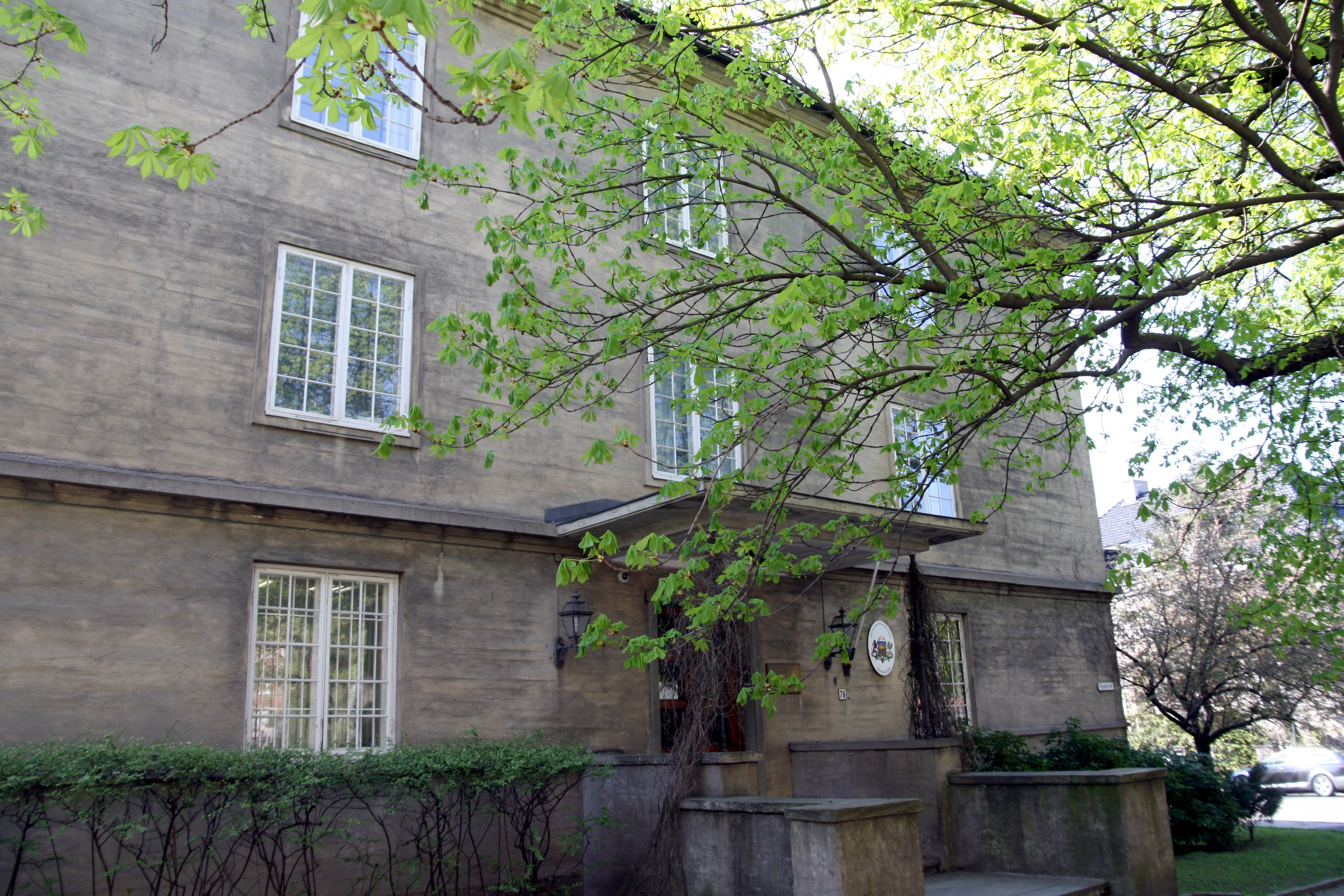
Ambassade à Oslo.
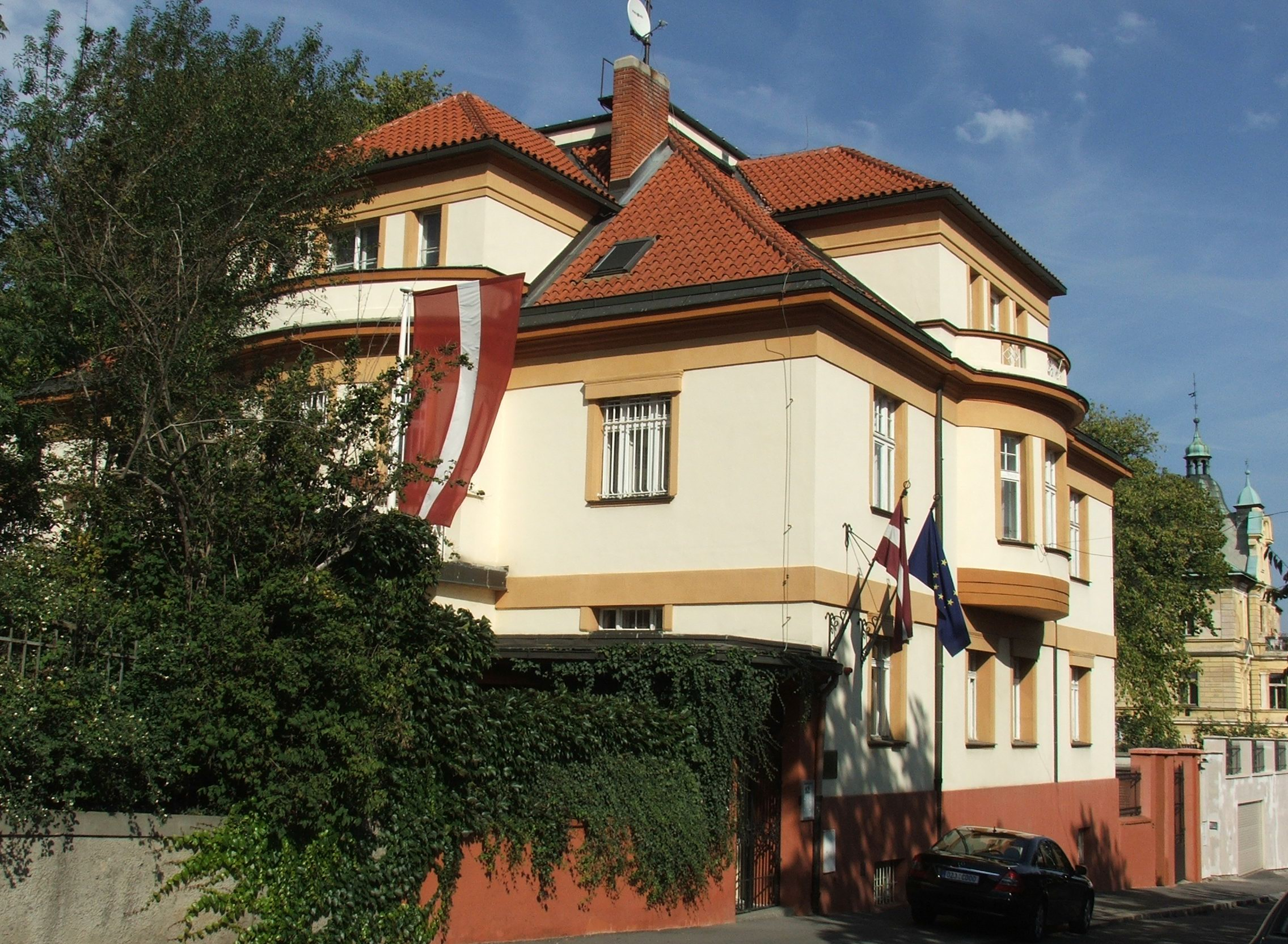
Ambassade à Prague.
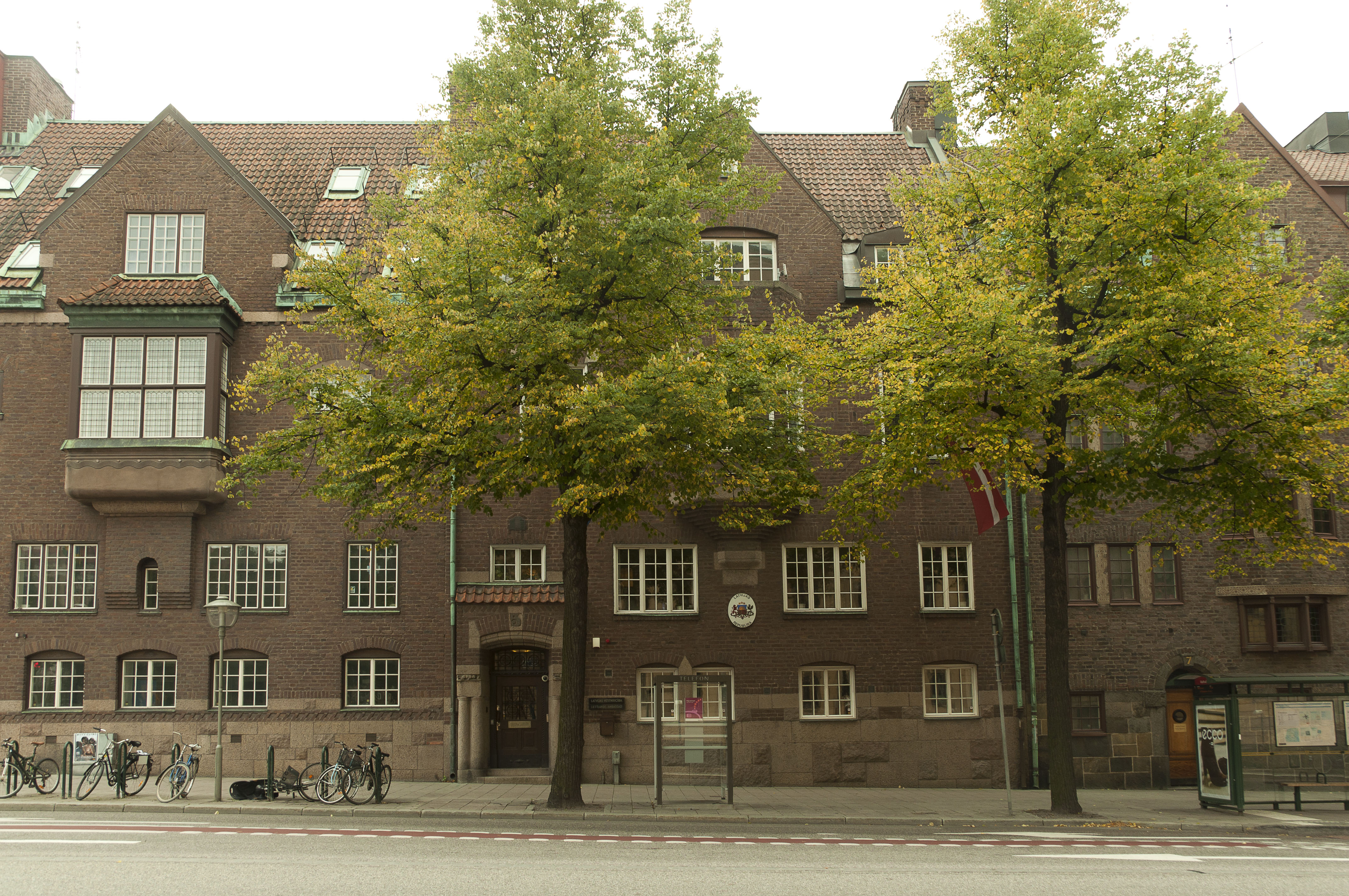
Ambassade à Stockholm.
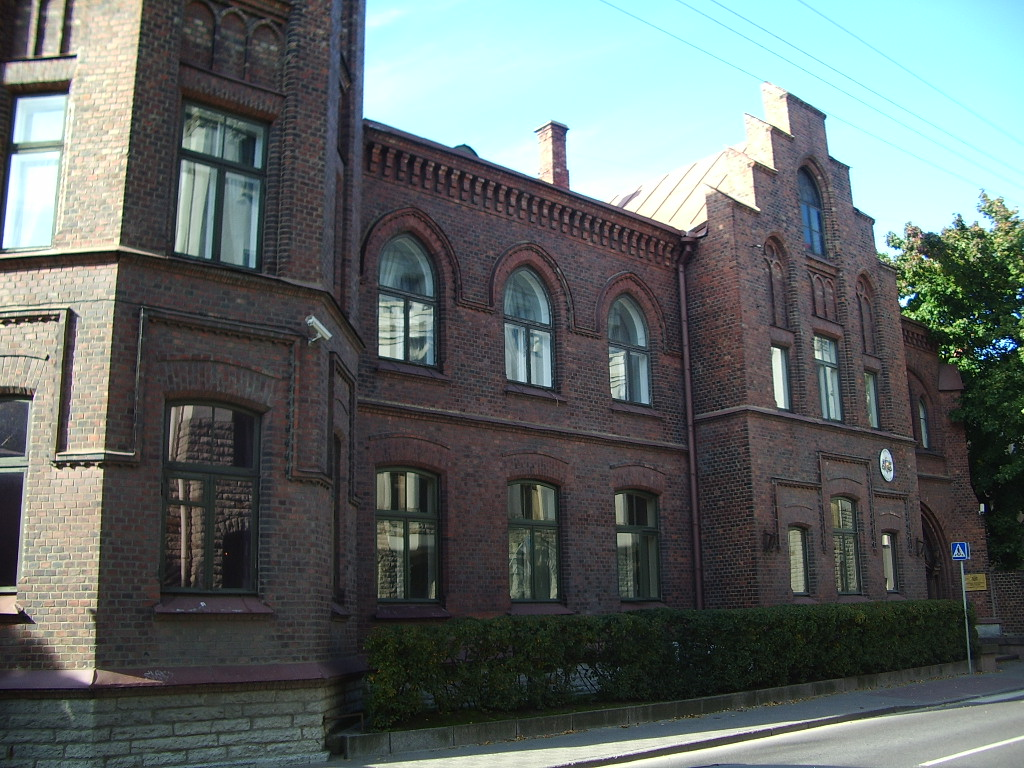
Ambassade à Tallinn.
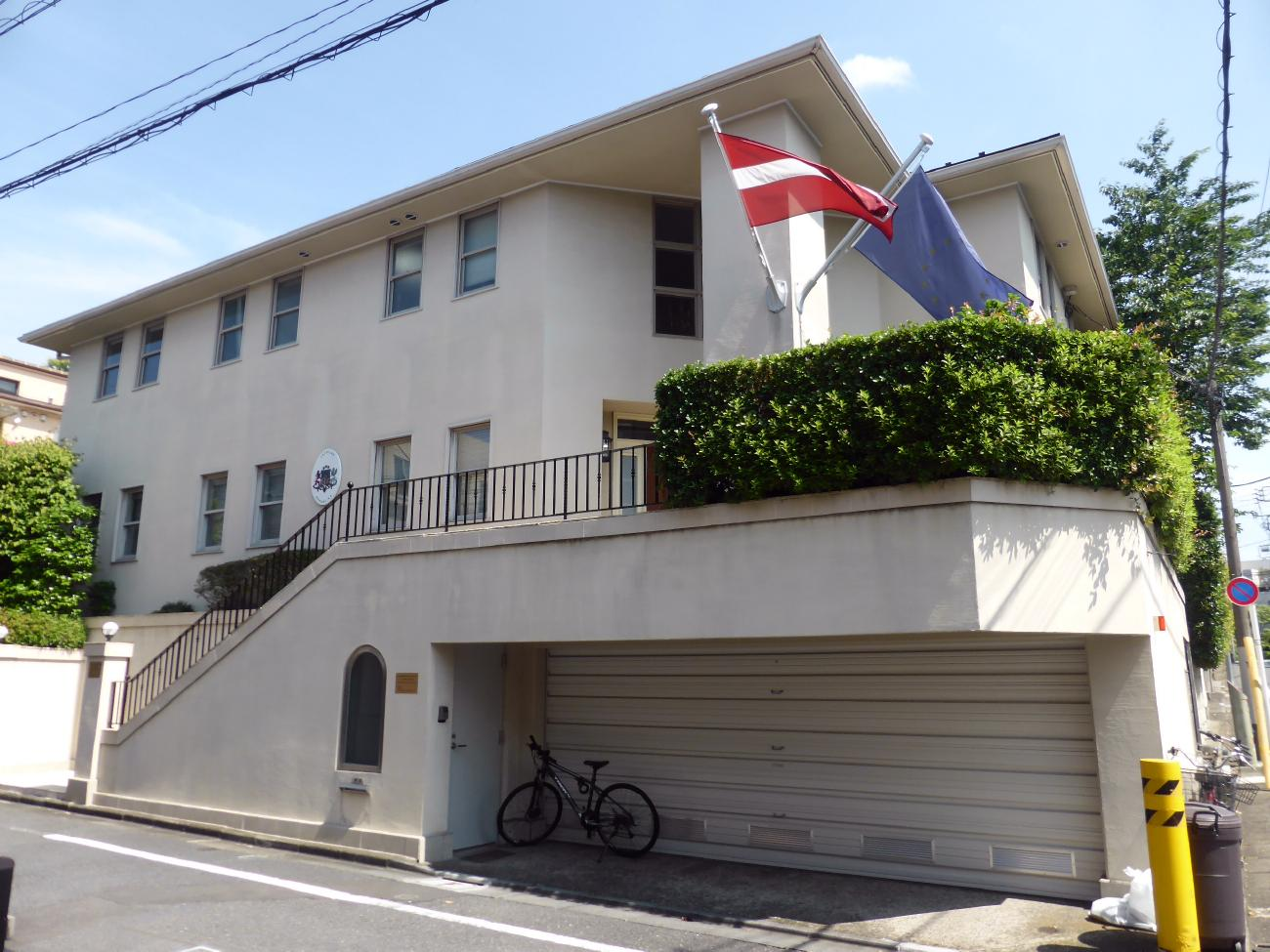
Ambassade à Tokyo.
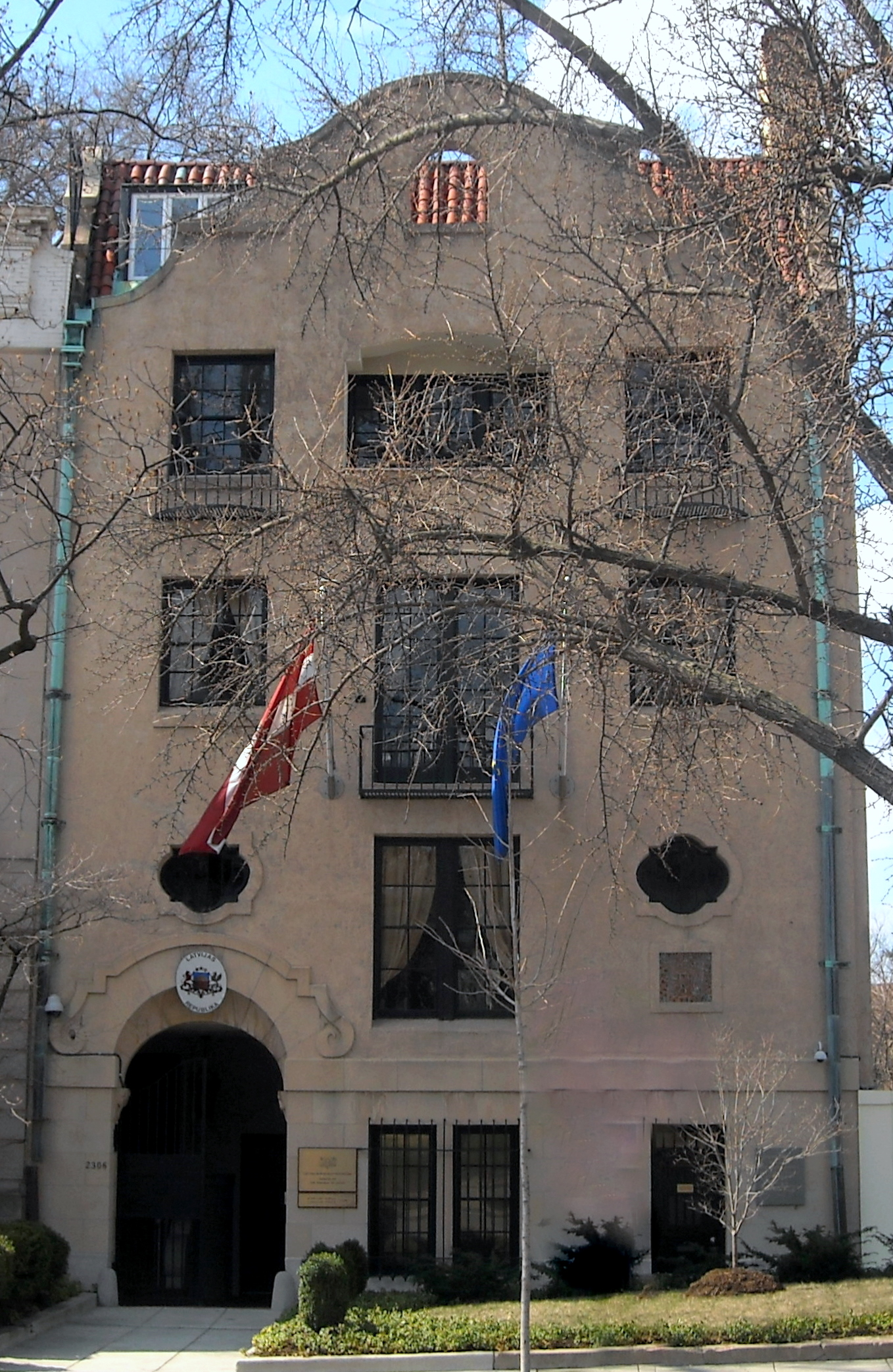
Ambassade à Washington.